# Championnat d'Angleterre de football de deuxième division 1913-1914
Navigation
Édition précédente Édition suivante
La saison 1913-1914 est la vingt-deuxième saison du championnat d'Angleterre de football de deuxième division. Les deux premiers du championnat obtiennent une place en première division, les trois derniers sont relégués uniquement s'ils n'obtiennent pas assez de voix dans la procédure de réélection.
Notts County remporte la compétition et se voit promu en première division accompagné du vice-champion, Bradford Park Avenue. Parmi les trois derniers, tous les clubs obtiennent assez de voix pour rester en deuxième division. Les meilleurs buteurs sont Jack Peart avec Notts County et Sammy Stevens avec Hull City, les deux joueurs marquent 28 buts.

## Compétition
La victoire est à deux points, un match nul vaut un point.

### Classement
| Rang | Équipe                  | Pts | J  | G  | N  | P  | Bp | Bc | Diff |
| ---- | ----------------------- | --- | -- | -- | -- | -- | -- | -- | ---- |
| 1    | Notts County R          | 53  | 38 | 23 | 7  | 8  | 77 | 36 | +41  |
| 2    | Bradford Park Avenue    | 49  | 38 | 23 | 3  | 12 | 71 | 47 | +24  |
| 3    | Woolwich Arsenal R      | 49  | 38 | 20 | 9  | 9  | 54 | 38 | +16  |
| 4    | Leeds City              | 47  | 38 | 20 | 7  | 11 | 76 | 46 | +30  |
| 5    | Barnsley FC             | 45  | 38 | 19 | 7  | 12 | 51 | 45 | +6   |
| 6    | Clapton Orient          | 43  | 38 | 16 | 11 | 11 | 47 | 35 | +12  |
| 7    | Hull City               | 41  | 38 | 16 | 9  | 13 | 53 | 37 | +16  |
| 8    | Bristol City            | 41  | 38 | 16 | 9  | 13 | 52 | 50 | +2   |
| 9    | Wolverhampton Wanderers | 41  | 38 | 18 | 5  | 15 | 51 | 52 | -1   |
| 10   | Bury FC                 | 40  | 38 | 15 | 10 | 13 | 39 | 40 | -1   |
| 11   | Fulham                  | 38  | 38 | 16 | 6  | 16 | 46 | 43 | +3   |
| 12   | Stockport County        | 36  | 38 | 13 | 10 | 15 | 55 | 57 | -2   |
| 13   | Huddersfield Town       | 34  | 38 | 13 | 8  | 17 | 47 | 53 | -6   |
| 14   | Birmingham              | 34  | 38 | 12 | 10 | 16 | 48 | 60 | -12  |
| 15   | Grimsby Town            | 34  | 38 | 13 | 8  | 17 | 42 | 58 | -16  |
| 16   | Blackpool FC            | 32  | 38 | 9  | 14 | 15 | 33 | 44 | -11  |
| 17   | Glossop FC              | 28  | 38 | 11 | 6  | 21 | 51 | 67 | -16  |
| 18   | Leicester Fosse         | 26  | 38 | 11 | 4  | 23 | 45 | 61 | -16  |
| 19   | Lincoln City            | 26  | 38 | 10 | 6  | 22 | 36 | 66 | -30  |
| 20   | Nottingham Forest       | 23  | 38 | 7  | 9  | 22 | 37 | 76 | -39  |

|  | Vainqueur de la deuxième division et promotion en First Division |
|  | Promotion en First Division                                      |
|  | Réélection                                                       |
|  | Relégué                                                          |

- Parmi les trois derniers, aucun ne sera relégué.